# Нью-Амстердам (Індіана)
Нью-Амстердам (англ. New Amsterdam) — місто (англ. town) в США, в окрузі Гаррісон штату Індіана. Населення — 12 осіб (2020).

## Географія
Нью-Амстердам розташований за координатами 38°6′3″ пн. ш. 86°16′29″ зх. д. / 38.10083° пн. ш. 86.27472° зх. д. (38.100920, -86.274781).  За даними Бюро перепису населення США в 2010 році місто мало площу 0,27 км², з яких 0,21 км² — суходіл та 0,06 км² — водойми.

## Демографія
Згідно з переписом 2010 року, у місті мешкало 27 осіб у 11 домогосподарстві у складі 8 родин. Густота населення становила 99 осіб/км².  Було 20 помешкань (74/км²).
Расовий склад населення:
| - 85,2 % — білих - 11,1 % — осіб інших рас |

До двох чи більше рас належало 3,7 %. Частка іспаномовних становила 11,1 % від усіх жителів.
За віковим діапазоном населення розподілялося таким чином: 29,6 % — особи молодші 18 років, 51,9 % — особи у віці 18—64 років, 18,5 % — особи у віці 65 років та старші. Медіана віку мешканця становила 42,3 року. На 100 осіб жіночої статі у місті припадало 125,0 чоловіків;  на 100 жінок у віці від 18 років та старших — 137,5 чоловіків також старших 18 років.
Середній дохід на одне домашнє господарство  становив 92 267 доларів США (медіана — 83 750), а середній дохід на одну сім'ю — 92 267 доларів (медіана — 83 750). 
Цивільне працевлаштоване населення становило 10 осіб. Основні галузі зайнятості: транспорт — 50,0 %, роздрібна торгівля — 50,0 %.